# Federazione italiana sport paralimpici degli intellettivo relazionali

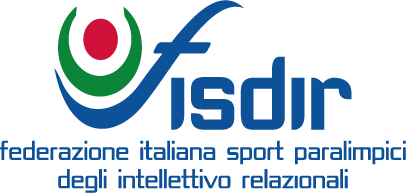
il logo della FISDIR

La Federazione Italiana Sport Paralimpici degli Intellettivo Relazionali (FISDIR) è la federazione sportiva alla quale, su delega del Comitato Italiano Paralimpico (CIP), spetta la gestione, l'organizzazione e lo sviluppo di tutta l'attività sportiva delle discipline destinate agli atleti delle categorie internazionali II1, II2 e II3 (ex OPEN e C21).
La Fisdir, a livello internazionale, fa parte della VIRTUS, la federazione paralimpica internazionale affiliata al Comitato Paralimpico Internazionale (IPC), che si occupa dell’organizzazione e della gestione degli eventi degli atleti e delle atlete con disabilità intellettivo-relazionale.

## Storia
Nasce dalla trasformazione in Federazione dell'ex Dipartimento 9 del CIP, chiamato allora FISD, rivolto solo ad atleti ed atlete con disabilità intellettiva e relazionale.
La FISDIR è stata fondata il 22 febbraio 2009 ed è presieduta da Marco Borzacchini. Fa parte di organismi internazionali quali la VIRTUS (ex INAS - International Federation for Athletes with Intellectual Impairments) e la SUDS (Sports Union for athletes with Down Syndrome). Fanno parte della FISDIR più di 11.000 tesserati tra atleti, dirigenti e tecnici, con oltre 450 società affiliate.
Nel corso della sua storia gli atleti della FISDIR hanno conquistato oltre 1300 medaglie a livello internazionale. Tra queste spiccano le 111 medaglie (47 ori, 34 argenti, 30 bronzi) vinte nei Trisome Games 2016 a Firenze, nella più grande manifestazione sportiva a livello mondiale riservata ad atleti con sindrome di Down.
Grazie a una convenzione con l'Esercito Italiano, sono stati organizzati i Campionati europei IAADS di Roma nel 2013 (dal 27 al 30 giugno), dove l'Italia ha conquistato in totale 36 medaglie e la IX edizione dei Campionati italiani FISDIR di atletica leggera nel 2017 (Promozionale ed Agonistico - Coppa Italia Promozionale FISDIR).
Dieci sono gli atleti italiani della FISDIR convocati a Madeira, dall'1 all'8 ottobre, per l'edizione 2018 dei Mondiali IAADS di atletica leggera.
Per il quadriennio 2025-2028. Francesco Ambrosio è il nuovo Presidente Federale 

## La nazionale di Pallacanestro con Sindrome di Down[8]
La nazionale italiana di pallacanestro con Sindrome di Down è un'autentica eccellenza nel panorama mondiale, potendo vantare 3 titoli mondiali e 4 europei. Ultimi dei quali sono l'europeo di Padova nel 2023 e il mondiale di Antalya (Turchia) nel 2024.

## I Global Games
I Global Games sono l'evento internazionale più importante per gli atleti con disabilità intellettivo-relazionale ed hanno la stessa dignità dei Giochi Paralimpici per l'IPC. La competizione è organizzata e gestita dalla VIRTUS (già INAS) che è riconosciuta dall'IPC (Comitato Paralimpico Internazionale). Si svolgono ogni quattro anni l'anno precedente le Paralimpiadi.
Quella di Vichy (che si è svolta dal 4 al 10 giugno 2023) è stata la VI edizione e la delegazione italiana ha migliorato le proprie prestazioni, sia in termini di medaglie che di atleti partecipanti rispetto alle precedenti edizioni. A Vichy i ragazzi FISDIR hanno ottenuto il fantastico risultato di 85 medaglie (30 ori, 26 argenti e 29 bronzi) in 5 discipline (Atletica leggera, nuoto, canottaggio, karate e taekwondo) giungendo terza nel medagliere finale alle spalle della Francia (paese ospitante) e dell'Australia. Grande novità di quest'ultima edizione è stata quella di inserire all'interno del programma gare ufficiale gli atleti con Sindrome di Down (categoria II2) e gli autistici ad alto funzionamento (categoria II3). La delegazione era composta da 46 atleti, 34 maschi e 12 femmine, di età media 26 anni. Per gli straordinari risultati ottenuti a Vichy, la delegazione italiana è stata ricevuta a Palazzo Chigi dal Ministro dello Sport e i Giovani Andrea Abodi il 20 settembre 2023, lo stesso giorno dell’entrata in costituzione dello sport (ultimo comma dell’art.33).

## Territorio
La FISDIR si sviluppa in tutto il territorio nazionale grazie a 19 delegazioni regionali e 2 delegazioni provinciali (Trento e Bolzano).

## Mission
I principi cardine dell’azione della FISDIR sono tre:
- Una pratica sportiva «normalizzata» che offra opportunità di confronto agli atleti con disabilità intellettiva in un quadro di riferimento prevalentemente sportivo;
- Una attività che recepisca i regolamenti tecnici propri delle discipline con adattamenti minimi derivanti dalle specifiche necessità degli atleti;
- Lo sport deve favorire la completa autonomia dell’atleta, presupposto per una reale integrazione nel mondo sportivo dei «normodotati».

La filosofia che accompagna la sua azione dunque si basa sul concetto di “pratica sportiva normalizzata” nella convinzione che lo sport migliora la qualità della vita ed è in grado di esaltare le capacità individuali se praticato in forma compiuta, cioè secondo le regole che gli sono proprie.
D’altronde le persone con disabilità intellettiva e relazionale sono membri a pieno titolo della società e come tali devono essere soggetti ai medesimi diritti, opportunità e regole degli altri. Non sono persone “speciali” , ma hanno soltanto specifiche necessità.
Una reale inclusione nello sport dei «normodotati» è possibile infatti solo e soltanto se l’atleta con disabilità intellettiva è in grado di rispettare autonomamente i canoni della disciplina che pratica.